# Navigationsschule (Flensburg)

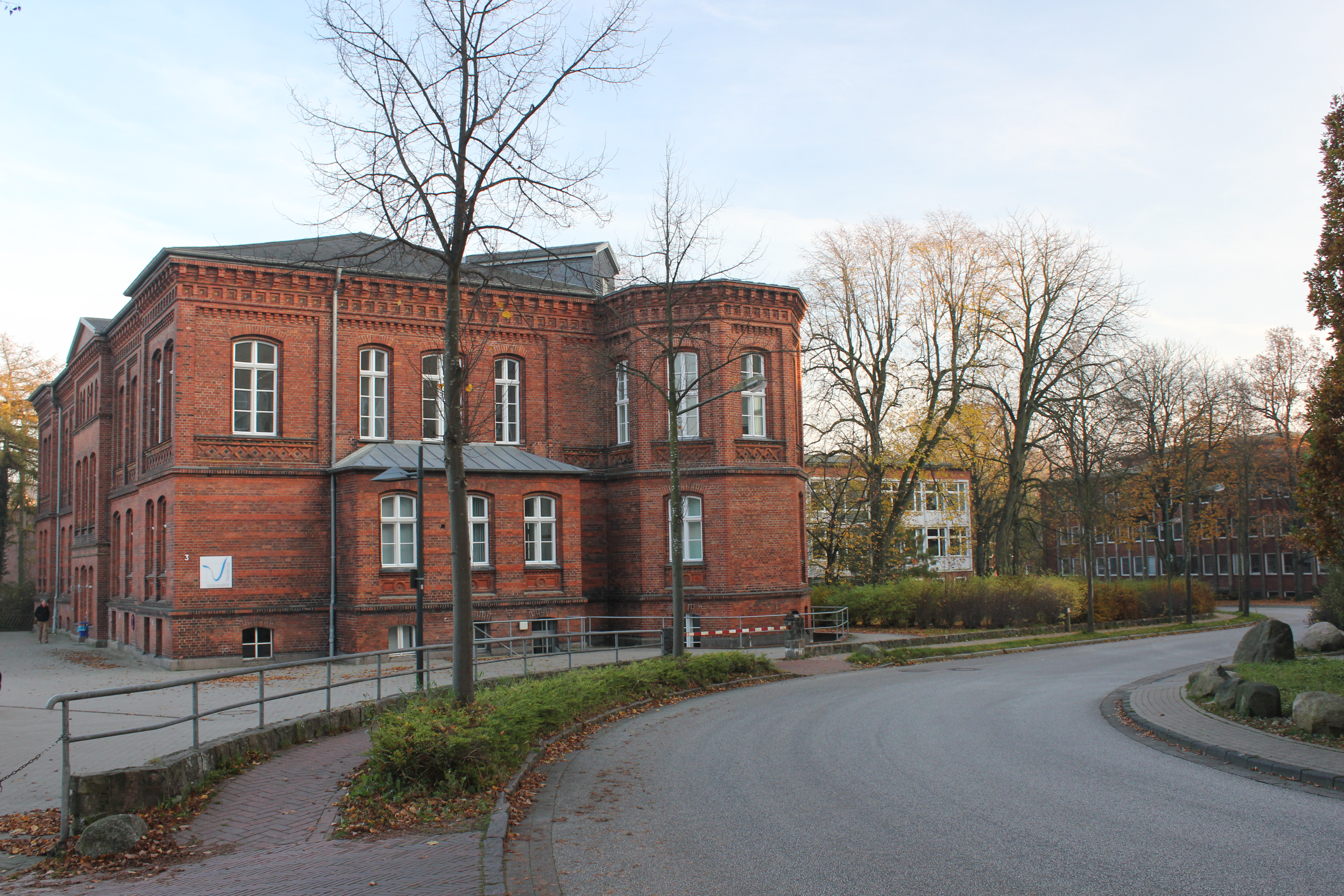
Die Navigationsschule an der Straße Munketoft (2011)

Die Navigationsschule in Flensburg wurde 1876/77 als Navigationsschule errichtet. Das Schulgebäude wird heute von der Europa-Universität Flensburg primär als Standort des „Institutes für Management und ökonomische Bildung“ (IIM) genutzt. Es gehört heute zu den Kulturdenkmalen der Stadt.

## Geschichte

### Vorgeschichte
In der Seehandelsstadt Flensburg mit dem Flensburger Hafen wurde das benötigte Wissen zur Navigation eines Schiffes an die weniger erfahrenen Seeleute der Schiffsbesatzung, die teilweise auch aus Verbrechern bestand, weitergegeben. Später konnte das Handwerk in Teilen auch mit Hilfe von Büchern erlernt werden. 1647 wurde eine staatliche Navigationsschule in Kopenhagen errichtet. Seitdem mussten alle Seeleute, die von Kapitänen im Privatunterricht ausgebildet worden waren, sich dort prüfen lassen. Später wurde eine näher gelegene Navigationsschule in Tönning eingerichtet, an der die Seeleute ihre Abschlussprüfung alternativ ablegen konnten. Flensburg war nach dem Niedergang der Knudsgilde und der Hanse mit etwa 200 Schiffen zur größten Handelsstadt unter der dänischen Krone aufgestiegen. Der Wunsch nach einer Schule in Flensburg, die die Seeleute ausbilden sollte, wurde dementsprechend größer. In der Stadt gab es viele erfahrene Kapitäne und Steuerleute, die den Seeleuten in den Wintermonaten privaten Unterricht gaben.
Sie benötigten Kenntnisse hinsichtlich der Rechte und Pflichten an Bord eines Schiffes, des Wind- und Wetters, zu Seekarten sowie Seerecht und zur Astronomischen Navigation mit einem Sextanten. Auf der Insel Föhr existierte seit Ende des 18. Jahrhunderts ebenfalls schon eine solche Schule.
Als zur Mitte der 19. Jahrhunderts die Navigationsschule in Tönning schloss, zogen 1850 zwei Lehrer der Schule nach Flensburg um. Der Lehrer Michael Thobüll bot in der Schiffbrücke 45 und der Lehrer Jan Hinrich Cannich bot in der Neustadt 9 Unterricht an. 1853 richteten Cannich und Thobüll die erste Navigationsschule der Stadt im Gartenhaus der Gaststätte „Colosseum“ an der Großen Straße ein. Ab dem 10. März 1864 durfte Navigationslehrer Cannich im Herzogtum Schleswig auch Prüfungen abnehmen. Doch bald darauf, am 9. Dezember 1866, starb Cannich, so dass Thobüll die Leitung der Schule übernahm. Im selben Jahr zog die Navigationsschule in ein Gebäude in der Schiffbrücke 244 (heute 45) um. Auf Grund des Endes der Flensburger Grönlandfahrten und der neuen Grenzverhältnisse nach dem Deutsch-Dänischen Krieg, nahm die Schülerzahl stark ab.

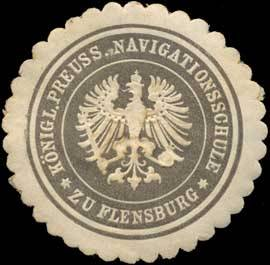
Die damalige Siegelmarke der Navigationsschule

### Einrichtung der Navigationsschule am Munketoft
Seit 1876 war Flensburg Teil der preußischen Provinz Schleswig-Holstein. Im Jahr 1870 wurde die private Navigationsschule vom Staat übernommen. Besuchten 1871 zwölf Schüler, von denen zehn das Obersteuermannsexamen bestanden, die Schule, verdoppelte sich die Schüleranzahl im darauffolgenden Jahr. Das Wachstum führte offensichtlich 1874 zur Planung eines neuen Schulgebäudes. Im Zeitraum 1876/77 übereignete die Stadt Flensburg das Munketoft-Grundstück am Großen Mühlenteich im Randbereich vom Martinsberg zwecks Errichtung einer neuen Navigationsschule an den Fiskus. Das dort errichtete Gebäude trug zunächst die Adresse Munketoft 22, später offenbar die Nr. 1 und heutzutage trägt es die Adresse Nr. 3. Die Bauleitung übernahm der Architekt Otto Fielitz, der an der Berliner Bauakademie studierte. Das Erscheinungsbild der Navigationsschule wurde geprägt durch die Berliner Backsteinarchitektur des 19. Jahrhunderts und zeigt Ähnlichkeiten zu einem Renaissance-Palazzo. Die Hauptfassade des zweigeschossigen roten Backsteinbaus wurde nach Süden ausgerichtet und erhielt zwei prächtige, polygonale Ecktürme. Im Oktober 1877 konnte die königlich preussische Navigationsschule zu Flensburg ihren Lehrbetrieb aufnehmen. Die besagte Navigationsschule gilt heute als Keimzelle der Fachhochschule Flensburg.
Zum Ende des 19. Jahrhunderts benötigte die neue entstandene Dampfschifffahrt technisches Personal für ihre Schiffe. 1882 forderten Flensburger Reeder über die Handelskammer vom preußischen Minister für Handel und Gewerbe, Fürst Otto von Bismarck, die Einrichtung einer öffentlichen Lehranstalt für Maschinisten. 1886 bezog die staatliche Fachschule für Maschinisten der Seedampfschiffe, die erste Schule ihrer Art in Preußen, ein ehemaliges Schützenhaus in der Flensburger Schloßstraße 35. Der Lehrbetrieb begann am 1. Oktober des Jahres. Die stetig wachsende Sammlung physikalischer, mechanischer und später auch elektrischer Apparate, galt als die Umfangreichste der Fachschulen Preußens. (Die Fachhochschule bewahrt ihre über Jahrzehnte entstandene Lehrsammlung von Apparaten bis heute.) Diese zweite Ur-Ahnin der Fachhochschule wurde im September 1933 der Navigationsschule angeschlossen, welche danach den neuen Namen „Technische Staatslehranstalt für Schiffsingenieure und Seemaschinisten sowie Seefahrtschule Flensburg“ erhielt. Eine zweite Schule in der Stadt Flensburg an der umfassendes Seehandwerk vermittelt wird, wurde darüber hinaus im Jahr 1910 eingerichtete, nämlich die Marineschule Mürwik, die Offiziere für die Deutsche Marine ausbildet. Im besagten Gebäude in Mürwik wurde im Übrigen 1946 die Pädagogische Hochschule Flensburgs gegründet, der Vorläufer der Europa-Universität Flensburg.
An der Ostseite der Navigationsschule wurde 1958/59 ein Flügelanbau errichtet und 1962 wurde ein flachgedecktes Staffelgeschoss hinzugefügt, womit das Erscheinungsbild der Navigationsschule gravierend verändert wurde. 1969 wurde die Ausbildung der Techniker und Maschinisten der Schule in den städtischen Bereich der beruflichen Bildung ausgegliedert. Im Anschluss erhielt die Schule den Status einer Fachhochschule. 1975 erfolgte der Spatenstich für den Neubau der Fachhochschule Flensburg, der heutigen Hochschule Flensburg auf dem Sandberg. 1979 konnten die neuen Gebäude A und B von ihr bezogen werden. Der Seemfahrtsschulbereich wurde später ebenfalls gänzlich vom Munketoft auf den Sandberg verlagert. Seit dem Umzug der Flensburger Universität auf den Sandberg, wird der unweit gelegene Gebäudekomplex der Navigationsschule für das internationale Institut für Management und ökonomische Bildung sowie vom Fachbereich für Energie- und Umweltmanagement genutzt. Des Weiteren befindet sich dort Berufsbildungsinstitut Arbeit und Technik.